# 황취역
황취역(중국어: 黄渠站)은 중국 베이징시 차오양구 창잉 지구차오양 북로에 위치한 베이징 지하철 6호선의 역이다.

## 위치
황취역은 동5환 외곽의 차오양 북로(동서향)와 민쭈자위안 중로(중로)-싼젠팡 동로(남북향) 교차로의 서쪽에서 동서방향으로 배치되어 있다.

## 역 구조
황취역은 지하 2층 역으로 섬식 승강장이 설계되어 있다. 역 공사 총 길이는 232 m, 연건평 1만1465㎡ 규모다. 출구는 4개 있다.
| 지면층          | 가도                            | A—D출구                         |
| 지하 1층        | 대합실                          | 고객 센터, 자동발매기, 개집표기 |
| 지하 2층 승강장 | ←                               | ■ 6호선 진안차오 방면 (다롄포)  |
| 지하 2층 승강장 | 섬식 승강장, 왼쪽 출입문이 열림 |                                 |
| 지하 2층 승강장 | →                               | ■ 6호선 루청 방면(창잉)         |

## 출구
|                         |                                            |      |  |
| 출구                    | 출구 인근                                  | 사진 |  |
| 出口 · A                | 차오양 북로(朝阳北路), 황추 동로(黄渠东路) |      |  |
| 出口 · B                | 차오양 북로(朝阳北路)                      |      |  |
| 出口 · C                | 차오양 북로(朝阳北路)                      |      |  |
| 出口 · D                | 차오양 북로(朝阳北路)                      |      |  |
| 아이콘 설명: 엘리베이터 |                                            |      |  |